# Panorpa yiei
Panorpa yiei är en näbbsländeart som beskrevs av Syuti Issiki och Cheng 1947. Panorpa yiei ingår i släktet Panorpa och familjen skorpionsländor. Inga underarter finns listade i Catalogue of Life.